# Wardriving

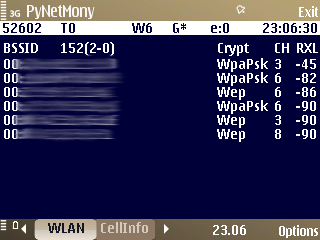
Wardriving seznam z aplikace PyNetMony

Wardriving je vyhledávání bezdrátových sítí Wi-Fi osobou jedoucí ve voze, pomocí přenosného počítače nebo PDA či smartphone.
Software pro Wardriving je volně přístupný na internetu, jako třeba NetStumbler pro Windows, Kismet nebo SWScanner pro Linux, FreeBSD, NetBSD, OpenBSD, DragonFly BSD, Solaris a KisMac pro Macintosh. Existují také domácí aplikace Wardriving pro kapesní herní konzole, které podporují Wi-Fi, jako jsou sniff_jazzbox nebo wardive pro Nintendo DS, Road Dog pro Sony PSP, WiFi-Where pro iPhone, G-MoN pro operační systém Android a WlanPollution nebo PyNetMony pro Symbian zařízení Nokia S60.

## Historie
Wardriving jako pojem vznikl původně z wardialingu. Výraz popularizovaný postavou hranou Matthew Broderickem ve filmu WarGames. Wardialing v této souvislosti odkazuje na praxi používání počítače k vytáčení mnoha telefonních čísel v naději nalezení aktivního modemu.
Warbiking je v podstatě stejný jako Wardriving, jen se při hledání bezdrátových sítí nevyužívá vozidla, ale jízdy na kole nebo motocyklu. Tato činnost se někdy usnadňuje montáží Wi-Fi zařízení na samotném kole nebo motocyklu.
Warwalking (někdy warjogging) je v podstatě stejný jako Wardriving, kromě toho, že to je provozován pěší chůzí a ne z jedoucího vozidla. Nevýhoda tohoto přístupu spočívá v nižší rychlosti cestování a absenci pohodlného výpočetního prostředí. Proto v této oblasti převládají přenosná zařízení, jako jsou PDA, netbook a smartphone, která mohou vykonávat tuto činnost během chůze nebo stání.
Warkitting
je kombinací wardrivingu a rootkittingu. Ve warkitting útoku hacker nahradí firmware z napadeného routeru. To mu umožňuje kontrolovat veškerý provoz oběti a dokonce mu umožňuje zakázat SSL tím, že nahradí HTML obsah během stahování.
Warkitting objevili Tsow, Jakobsson, Yang a Wetzel v roce 2006. Jejich objev uvedl, že 10 % z bezdrátových routerů bylo snadno přístupných pro WAPjacking (škodlivé nakonfigurování nastavení, bez možnosti dělat vlastní úpravy na firmware) a 4,4 % z bezdrátových routerů byly vystaveny WAPkittingu (ničící firmware v routeru). Jejich analýza ukázala, že objem pověřených krádeží možných přes Warkitting překročil odhady krádeží přes phishing.

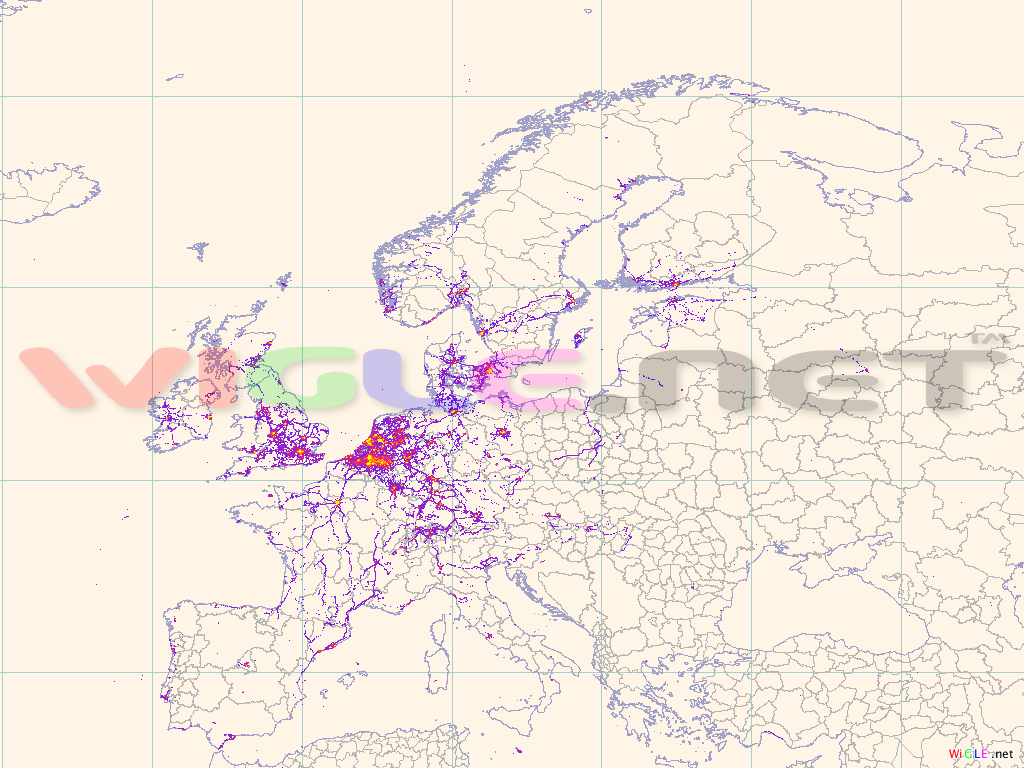
WiGLE mapa Evropy

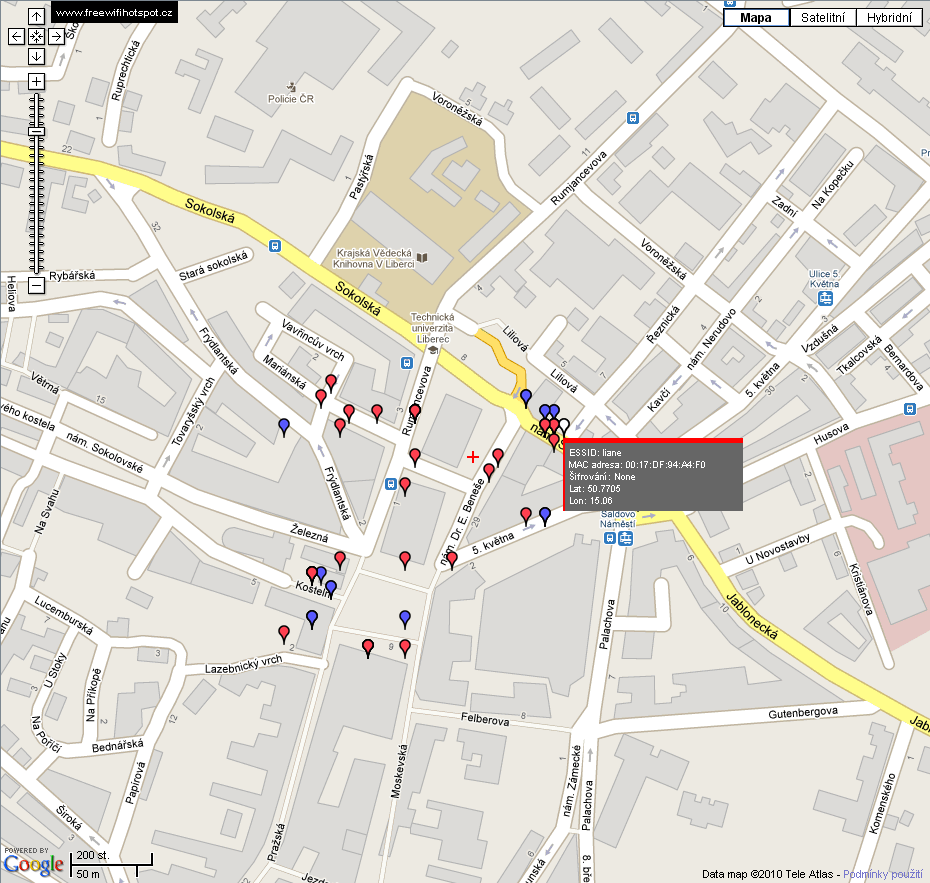
freewifihotspot – část města Liberce

## Mapování
Mnoho lidí zabývající se wardrivingem používá GPS zařízení k měření polohy sítí. Tyto souřadnice spolu s údaji o síti (SSID, kanál, šifrování…) vkládají do online map a databází. Dnes je populární internetový nástroj WiGLE, zatímco jeden z průkopnických mapových aplikací byl StumbVerter, který používal Microsoft MapPoint k čerpání informací nalezených sítí. Ovšem tyto nástroje obsahují údaje o bezdrátových sítí především v zahraničí. Pro ČR se v poslední době rozvijí projekt freewifihotspot, který do mapových podkladů Google vkládá informace o bezdrátových sítí a to jak zabezpečených tak i otevřených. Seznam sítí se neustále rozrůstá a v současné době (říjen 2010) čítá databáze něco přes 287 000 záznamů. Informace byly shromážděny do podrobné mapy, která byla zveřejněna na internetu.

## Antény
Pro lepší dosah slouží vyrobené nebo koupené antény, které se dělí na všesměrové, panelové, sektorové až po vysoce směrové.
Antény bezdrátových přijímačů mohou být upraveny tak, aby rozšířily své schopnosti pro výběr a připojení k bezdrátovým přístupovým bodům. To může být provedeno běžným kovovým drátem a kovovým talířem, který je upraven do formy směrové antény. Pro wardriving se nejčastěji používá všesměrová anténa se ziskem okolo 5 dBi, která může mít magnetický stojánek pro lepší a pohodlnější upevnění na karoserii vozidla.

## Wardriving a piggybacking
Výraz wardriving je někdy neprávem zaměňován za piggybacking. Většina wardriving software se pouze přihlašuje a získává informace o bezdrátových přístupových bodech nalezených při jízdě, bez použití služeb sítě. Připojení k síti a využívání jejích služeb bez výslovného povolení je považováno za piggybacking. Ovšem některé programy pro wardriving skutečně přebírají kontrolu nad Wi-Fi sítí, čímž se z wardriving činnosti stává piggybacking. Je proto vhodné vybrat správný software – např. Kismet nebo KisMAC nekomunikuje vůbec se sítí a jedná se pouze o pasivní naslouchání (přihlášení na vysílací adresu). Lze to přirovnat k poslechu rozhlasové stanice, která vysílá v určité oblasti.

## Software
- WiFi-Where – odebrán z Apple App Store[3]
- NetStumbler
- Kismet
- KisMAC
- iStumbler
- Inssider
- WigleWifi pro Android
- WiFiFoFum pro Android, iPhone a WM